# بورس برمودا
بورس برمودا (انگلیسی: Bermuda Stock Exchange) بازار بورس اوراق بهادار برمودا است، که در سال ۱۹۷۱ تأسیس شد.